# Селла (горы)
Селла — горный массив в Доломитовых Альпах в северной Италии.
Расположен к северу от горы Мармолада и к востоку от массива Сассолунго. Окружен четырьмя долинами: Бадиа, Валь Гардена, Валь-ди-Фасса и Фодом. Массив Селла поделен между тремя провинциями: Больцано, Тренто и Беллуно.
Наивысшая точка массива — пик Боэ (3 151 м).